# ناتاليا بيسميرتنوفا
ناتاليا إيغوروفنا بيسميرتنوفا (19 يوليو 1941 - 19 فبراير 2008) (بالروسية: Наталья Игоревна Бессмертнова) هي راقصة باليه سوفييتية.

## مسيرتها
ولدت في موسكو عام 1941، وتدرّبت في أكاديمية موسكو الحكومية للرقص من 1953 إلى 1961. ومن بين مدرسيها ماريا كوجوخوفا وصوفيا جولوفكينا، ومارينا سيميونوفا. تخرجت في عام 1961 كأول طالب في تاريخ المدرسة يتلقى درجة (A+) في الامتحانات النهائية.
في عام 1963، انضمت إلى فرقة باليه البولشوي وكانت راقصة الباليه الأولى لمدة ثلاثة عقود. كانت متزوجة من يوري غريغوروفيتش، المدير السابق ورئيس رقصات البولشوي.
توفيت بيسميرتنوفا في موسكو بتاريخ 19 فبراير 2008، بسبب مرض السرطان.

## جوائز
- الميدالية الذهبية في مسابقة فارنا الدولية للباليه سنة 1965.
- جائزة آنا بافولوفا في باريس سنة 1970.
- جائزة الدولة السوفيتية (1977) وجائزة لينين (1986).
- فنان الشعب للاتحاد السوفياتي سنة 1976.

## روابط خارجية
- ناتاليا بيسميرتنوفا على موقع IMDb (الإنجليزية)
- ناتاليا بيسميرتنوفا على موقع ميوزك برينز (الإنجليزية)
- ناتاليا بيسميرتنوفا على موقع أول موفي (الإنجليزية)
- ناتاليا بيسميرتنوفا على موقع قاعدة بيانات الأفلام السويدية (السويدية)
- ناتاليا بيسميرتنوفا على موقع ديسكوغز (الإنجليزية)
- ناتاليا بيسميرتنوفا على موقع قاعدة بيانات الفيلم (الإنجليزية)

- Page Bessmertnova's on the website Bolshoi Theatre
- The Ballerina Gallery - Natalia Bessmertnova
- The Gallery of Masters of Musical Theatre - Natalia Bessmertnova
- Obituary in the New York Times